# Municipio de Howard (condado de Gentry)
El municipio de Howard (en inglés: Howard Township) es un municipio ubicado en el condado de Gentry en el estado estadounidense de Misuri. En el año 2010 tenía una población de 100 habitantes y una densidad poblacional de 0,97 personas por km².

## Geografía
El municipio de Howard se encuentra ubicado en las coordenadas 40°20′28″N 94°16′40″O / 40.34111, -94.27778. Según la Oficina del Censo de los Estados Unidos, el municipio tiene una superficie total de 103.25 km², de la cual 103,25 km² corresponden a tierra firme y (0 %) 0 km² es agua.

## Demografía
Según el censo de 2010, había 100 personas residiendo en el municipio de Howard. La densidad de población era de 0,97 hab./km². De los 100 habitantes, el municipio de Howard estaba compuesto por el 99 % blancos y el 1 % eran de una mezcla de razas. Del total de la población el 0 % eran hispanos o latinos de cualquier raza.